# Eliza Doolittle (album)
Eliza Doolittle – debiutancki album brytyjskiej piosenkarki Elizy Doolittle. Płyta została wydana 12 lipca 2010 przez wytwórnię Parlophone.

## Lista utworów
1. „Moneybox” – 3:04
2. „Rollerblades” – 3:03
3. „Go Home” – 2:57
4. „Skinny Genes” – 3:04
5. „Mr Medicine” – 3:27
6. „Missing” – 3:42
7. „Back to Front” – 3:41
8. „A Smokey Room” – 2:53
9. „So High” – 2:41
10. „Nobody” – 3:00
11. „Pack up” – 3:11
12. „Police Car” – 3:21
13. „Empty Hand” – 3:05